# فيليب-جوزيف سالازار
فيليپ-جوزيف سالازار (بالفرنسية: Philippe-Joseph Salazar) (ولد في 10 فبراير 1955، الدار البيضاء) هو فيلسوف وعالم مختص بالبلاغة السياسية.

## حياته
فيليب-جوزيف سالازار فرنسي ولد بالمغرب لكنه اليوم مقيم في جنوب أفريقيا. وُلد في 10 فبراير 1955 في مدينة كازابلانكا وهناك درس في المدرسة الثانوية المعروفة ليسي ليوطي  ، وفي فرنسا درس في Lycée Louis-le-Grand وهي كلية مرموقة جدا في باريس، وذلك قبل أن ينتقل إلى الدراسة في جامعة السوربون وجامعة (École Normale Supérieure) المعروفة باسم «مدرسة الأساتذة العليا» حيث درس الفلسفة والسياسة والأدب. أما اليوم فهو أستاذ بارز في البلاغة السياسية والعلوم الإنسانية في جامعة كيب تاون بجنوب أفريقيا (University of Cape Town).

## دراسته
درس الأستاذ سالازار الفلسفة على يد لوي ألتوسير  و جاك ديريدا  في مدرسة الأساتذة العليا، وحصل على شهادة الماجستير في الفلسفة تحت إشراف إيمانويل ليفيناس  ، في جامعة السوربون. كما أنه كان أحد طلاب رولان بارت  حين تخرّج من مدرسة الدراسات العليا في العلوم الاجتماعية بباريس. ولاحقاً أجرى بحثه للدكتوراه في فلسفة السياسة مع موريس دوفيرجير  في جامعة بانتيون-سوربون. وبعد فترة قصيرة من شروعه في دراسة الفلسفة العربية والإسلامية في مدرسة بياغ دا فاغما الثانوية بمدينة تولوز، تخلّى عن دراستها ليركّز بعد ذلك على الانثروبولوجيا السياسية. وبتوجيه من الفرنسي المختص بالشؤون الأفريقية جورج بالاندير  ، سافر سالازار إلى جنوب أفريقيا في العام 1978 لإجراء دراسة ميدانية حول البلاغة السياسية العرقية وهو ما أثمر عن رسالة دكتوراه في الانثروبولوجيا الاجتماعية والثقافية قُدمت في جامعة السوربون في باريس بإشراف مايكل مافيسولي. قامت الشرطة السريّة الجنوب أفريقية بالحجز على الدراسة فتم تهريبها بواسطة حقيبة دبلوماسية (انظر مقدمّة كتابه An African Athens [4]). وقد أنتج سالازار ابحاثاً معمّقة في أشكال البلاغة السياسية المرتبطة ببناء الديمقراطية، ونَشَرَها في سلسلة من الكتب: Truth in Politics  ، وAmnistier l’Apartheid (في سلسلة Ordre Philosophique لمؤلفها آلن باديو)  ، وVérité, Réconciliation, Réparation (بالاشتراك مع باول ريكور  وجاك دريدا). وقد أثنت الصحيفة الفرنسية الشهيرة لوموند  على هذين الكتابين على أساس انهما أدخلا مفهوم المصالحة أو ما يعرف أفريقياً بال "أوبونتو ubuntu  " إلى الدولة الفرنسية.

## إنجازاته وأعماله
في 1994 أسس سالازار مركز دراسات البلاغة السياسية  في جامعة كيب تاون وذلك بهدف دراسة دور الخطاب السياسي في الديمقراطية السلمية. وفي 1999 عيّنته الأكاديمية الدولية للفلسفة  مديراً للبحث لمدة ست سنوات، وهو ما مثّل نقطة تقاطع بين دراسته للبلاغة السياسية والفلسفة التطبيقية للمواطنة. إنجازات سالازار التي حققها على مدى حياته أكسبته في 2008 المنحة البحثية الأبرز في القارة الأفريقية، جائزة هاري اوبينهايمر (Harry Oppenheimer Fellowship Awar).
يُنسب الفضل لسالازار في كونه أعاد تشكيل موضوع البلاغة السياسية كنقد سياسي (Blackwell Encyclopedia of Communication)، وهو ما استلهمه سالازار من مرشده مارك فيومورولي  الذي كان هو نفسه قد أعاد تأسيس علم الخطاب السياسي الذي ساد في الفترة بين 1600-1800.
وكمفكرّ معروف فهو معلّق دائم في إذاعة France-Culture  وفي القناة التلفزيونية Public-Senat  التي تغطّي قضايا معاصرة. وهو معلّق مختص في المجلة الأسبوعية واسعة الانتشار في فرنسا Le Nouvel Observateur  إضافة لمساهمته في الموقع الإخباري الفرنسي أتلانتيكو (Atlantico). يكتب سالازار أيضا في المجلة الإلكترونية Les Influences  بشكل دوري تحت عنوان Le rhéteur cosmopolite ، إضافة إلى Comment raisonnent-ils .
وجوزيف-فيليب سالازار هو رئيس تحرير" Powers of Persuasion" الصادرة عن Klincksieck وهي أقدم دار نشر في مجال العلوم الاجتماعية في فرنسا، ومؤسس دار النشر AfricaRhetoric Publishing  وهو محرر «الكتاب الحولي الأفريقي للبلاغة السياسية African Yearbook of Rhetoric».
وقد أشادت وسائل الاعلام ومنها Sciences Humaines  وLe Nouvel Economiste  بكتاب سالازار Hyperpolitique بصفته مدخلا جديدا إلى الدراسة النقدية للبلاغة السياسية في العلوم الإنسانية. أما كتابه Paroles de Leadersالصادر في 2011، فقد وضعته المجلة ربع السنوية الشهيرة L'Expansion Management Review التي تغطي قضايا إدارية في قائمتها «كُتب يُنصح بقراءتها» (سبتمبر 2011). وقد استخدمت الحكومة الفرنسية ما كتبه سالازار في مجال نقد الخطاب الأخلاقي في السياسة، استخدمته في 2004 كإطار لدراسة الفساد.
وقد امتد عمله حول الأساس البلاغي للسياسة ليتجاوز أوروبا وأفريقيا، وهو ما يتجسّد بمؤلَّفِهِ Les Slaves (2005) وكتابه Mahomet(2006)، وهو دراسة للعناصر البلاغية المألوفة في حياة النبي محمّد. وقد قاد بحثه هذا إلى مناظرة حول التسامح والعلمانية مع الشاعر والفيلسوف العربي عبد الوهاب المدب في العام 2006، بثّت على في البرنامج الإذاعي Cultures D'Islam. سالازار زائر معتاد لقسم الفلسفة في جامعة فاس بالمغرب، وفي العام 2004 خطب بـ «المرصد للانتقال الديمقراطي» و«منتدى المواطنة» في الرباط بالمغرب، أمام «هيئة الإنصاف والمصالحة»  حول مسألة المصالحة.

## مقالاته بالعربيّة
- «حُرّية فيلسوف:» موضوعات عن فورباخ«لكارل ماركس». - ترجمة معاذ خطيب [33]
- «الأناغنوريزيس السياسية: شعريّة المصالحة في أفريقيا الجنوبية» – ترجمة الحسين سحبان.

## وصلات خارجية
- موقع مركز دراسات البلاغة السياسية .
- موقع «الكتاب الحولي الأفريقي للبلاغة السياسية» .